# إليزابيث سفانتيسون
إليزابيث سفانتيسون (مواليد 26 أكتوبر 1967) هو سياسية سويدية من حزب التجمع المعتدل، تشغل حالياً منصب وزيرة المالية في حكومة أولف كريستيرسون منذ أكتوبر 2022.